# Chrysopa trifurcata
Chrysopa trifurcata är en insektsart som beskrevs av Banks 1949. Chrysopa trifurcata ingår i släktet Chrysopa och familjen guldögonsländor. Inga underarter finns listade i Catalogue of Life.